# Can Duch
Can Duch és una obra de Riudaura (Garrotxa) protegida com a bé cultural d'interès local.

## Descripció
Aquesta construcció del segle XVII-XVIII de pedra i teula, és una gran masia de planta baixa i dos pisos, amb teulada a dues vessants. Les obertures de les façanes són en general amb llinda, amb diverses inscripcions. La façana principal, orientada a migdia, té una gran porta d'accés amb llinda i un balcó superior del mateix tipus. A la façana de ponent hi ha una interessant finestra d'arc de mig punt, de tipologia renaixentista. Són també remarcables les estances interiors amb voltes de llunetes. Aquesta construcció està envoltada per un extens jardí.